# Volovo
Volovo (Bulgaars: Волово), vroeger
Dolna Manastiritsa (Bulgaars: Долна Манастирица) geheten, is een dorp in het noorden van Bulgarije. Zij is gelegen in de gemeente Borovo, oblast Roese en ligt 220 kilometer ten noordoosten van Sofia. Op 31 december 2019 telde het dorp 143 inwoners.

## Bevolking
In de eerste telling van 1934 registreerde het dorp 841 inwoners. Dit aantal nam toe tot 854 personen in 1946. Sindsdien neemt het inwoneraantal echter drastisch af. Op 31 december 2019 werden er 143 inwoners geteld.
|  |

Alle 168 inwoners reageerden op de optionele volkstelling van 2011. Zo’n 108 personen identificeerden zichzelf als etnische Bulgaren (64%), gevolgd door 58 Bulgaarse Turken (35%).
| Etniciteit   | Aantal | %     |
| ------------ | ------ | ----- |
| Bulgaren     | 108    | 64,3% |
| Turken       | 58     | 34,5% |
| Roma         | ...    | ...   |
| Overig       | 2      | 1,2%  |
| Respondenten | 168    |       |

In februari 2011 telde het dorp 168 inwoners, waarvan 18 inwoners tussen de 0-14 jaar oud (11%), 92 inwoners tussen de 15-64 jaar (54%) en 58 inwoners van 65 jaar of ouder (35%).
Batin · Borovo · Brestovitsa · Ekzarch Josif · Gorno Ablanovo · Obretenik · Volovo